# Хиллс, Карла Андерсон
Карла Андерсон Хиллс (англ. Carla Anderson Hills; род. 3 января 1934, Лос-Анджелес, Калифорния) — американский юрист и государственный деятель, министр жилищного строительства и городского развития США (1975—1977).

## Биография
Карла Андерсон Хиллс родилась 3 января 1934 года в Лос-Анджелесе. Она училась в Стэнфордском университете. Хиллс получила степень бакалавра права в Йельском университете в 1958 году.

## Карьера
Хиллс начала работу в коллегии адвокатов Калифорнии в 1959 году. В 1972 году она стала адъюнкт-профессором в Калифорнийском университете.
Хиллс работала помощником генерального прокурора США, возглавляла гражданский отдел Министерства юстиции США, прежде чем была назначена министром жилищного строительства и городского развития.
В должности министра, Хиллс одобрила снос масштабного проекта государственного жилья в Сент-Луисе. С 1978 года по 1989 год Хиллс была практикующим адвокатом.
В администрации Джорджа Буша-старшего Хиллс являлась Торговым представителем США.